# Hans Moser
Hans Moser (Vienna, 6 agosto 1880 – Gablitz, 19 giugno 1964) è stato un attore austriaco.

## Biografia
Il 25 gennaio 1913 è il basso nella prima assoluta di Du liebes Wien di Robert Stolz all'Intimes Theater di Vienna.
Nel 1924, è Penizek nel grande successo della prima assoluta di Gräfin Mariza di Emmerich Kálmán diretto da Anton Paulik con Hubert Marischka e Richard Waldemar al Theater an der Wien.
Nel 1926 Stanislawski nella prima assoluta di Die Zirkusprinzessin di Kálmán con Marischka e Waldemar al Theater an der Wien e Frosch in Die Fledermaus diretto da Bruno Walter con Fritzi Massary al Festival di Salisburgo.
Nel 1928 è Graf Bojazowitsch nella prima assoluta di Die Herzogin von Chicago di Kálmán diretto da Paulik con Marischka, Waldemar e Joseph Egger al Theater an der Wien dove, nel 1929, partecipa alla prima assoluta di Rosen aus Florida di Leo Fall con Marischka.

## Filmografia parziale
- Grandi manovre d'amore (Der Feldherrnhügel), regia di Hans-Otto Löwenstein e Erich Schönfelder (1926)
- L'ala della fortuna (Liebling der Götter), regia di Hanns Schwarz (1930)
- Angeli senza paradiso (Leise flehen meine Lieder), regia di Willi Forst (1933)
- Der Himmel auf Erden, regia di Emmerich Wojtek Emo (1935)
- Eva, regia di Johannes Riemann (1935)
- Familie Schimek, regia di E.W. Emo (1935)
- Die verschwundene Frau, regia di E.W. Emo (1937)
- Mutterlied, regia di Carmine Gallone (1937)
- Peccati d'amore (Finale), regia di Géza von Bolváry (1938)
- Sangue viennese (Wiener Blut), regia di Willi Forst (1942)
- Sieben Jahre Glück, regia di Ernst Marischka (1942)
- Schwarz auf Weiß, regia di E.W. Emo (1943)
- 1 aprile 2000 (1. April 2000), regia di Wolfgang Liebeneiner (1952)
- Tu sei la rosa del lago di Wörth  (Du bist die Rose vom Wörthersee), regia di Hubert Marischka (1952)
- Schäm' dich, Brigitte!, regia di E.W. Emo (1952)
- Il congresso si diverte (Der Kongreß tanzt), regia di Franz Antel (1955)
- Die Fledermaus, regia di Géza von Cziffra (1962)